# 足木孝
足木 孝（あしき たかし）は、日本の外交官。リビア駐箚特命全権大使、中東・北アフリカ担当特命全権大使を経て、クウェート駐箚特命全権大使。

## 経歴
- 愛知県出身
- 1972年（昭和47年）3月　愛知県立昭和高等学校卒業
- 1976年（昭和51年）3月　大阪外国語大学インド・パキスタン語学科中退[1]。 
  - 4月　外務省入省[1]。
- 2000年（平成12年）3月　総合外交政策局国際社会協力部国連行政課企画官兼大臣官房（九州・沖縄サミット準備事務局）（2000年8月まで）[1]。
- 2002年（平成14年）9月　総合外交政策局国際社会協力部人権人道課人道支援室長[1]。
- 2004年（平成16年）8月　大臣官房国際社会協力部人権人道課長。Ⅰ種職員抜擢（昭和59年入省扱）[1]。
- 2006年（平成18年）4月　在イラク大使館参事官[1]。
- 2007年（平成19年）3月　国際連合代表部参事官[1]。
- 2010年（平成22年）1月　国際連合代表部公使[1]。
  - 2月　在ドバイ総領事[1]。
- 2012年（平成24年）2月　特命全権大使リビア駐箚[1]。
- 2014年（平成26年）10月21日　特命全権大使（中東・北アフリカ担当）
- 2015年（平成27年）9月18日　特命全権大使クウェート駐箚[2]